# Otterstädter Altrhein
Der Otterstädter Altrhein ist ein 260 ha großer See im Lauf des Rheins bei Otterstadt südlich von Mannheim auf der Landesgrenze von Rheinland-Pfalz und Baden-Württemberg. Er entstand ursprünglich als natürliche Flussschlinge des Rheins, die nach Abtrennung erheblich erweitert wurde und sich dadurch charakteristisch stark verändert hat.
Die heutige Nutzung ist vor allem durch Wasser- und Angelsport sowie Camping geprägt. Durch den nahen Kiesabbau wird der See stark belastet; insbesondere durch die Rückspülung aus der Kieswäsche wird das Wasser stark eingetrübt.